# Million Dollar Quartet
Million Dollar Quartet (en français : le quatuor à un million de dollars) est le nom donné à la séance d'enregistrement qui réunit quatre grandes légendes du rock 'n' roll et de la musique country dans les studios Sun à Memphis le 4 décembre 1956 : Elvis Presley, Jerry Lee Lewis, Carl Perkins et Johnny Cash.

## Histoire de l'événement
Ce jour-là, Carl Perkins est en studio pour enregistrer les chansons Matchbox et Your True Love. Ses deux frères Jay et Clayton l'accompagnent, ainsi que le jeune Jerry Lee Lewis au piano et W.S. Holland à la batterie. Le producteur Sam Phillips est derrière la console. Johnny Cash est également présent dans le studio quand le King décide de venir faire un tour dans son ancienne maison de disques. Les quatre chanteurs se retrouvent naturellement autour du piano pour improviser quelques airs traditionnels.
Sam Phillips, qui flaire le bon coup, laisse les micros allumés. Il prévient également la presse locale qui se rue au studio pour écrire un article et prendre des photos.

« Lorsque les garçons ont commencé à chanter, je me suis dit qu'il fallait absolument les enregistrer. J'ai demandé à Jack Clement (l'ingénieur du son) d'allumer la platine du magnétophone, même si personne n'avait un micro près de lui. »

Cette réunion fut baptisée The Million dollar quartet par le journaliste Bob Johnson dans son article paru le lendemain, en référence à la somme d'argent considérable que cet enregistrement aurait pu rapporter s'il avait été commercialisé. Cet enregistrement ne sera pourtant publié qu'après la mort d'Elvis. En raison de son caractère improvisé et informel, la qualité sonore de l'enregistrement est très inégale.
Les morceaux interprétés sont essentiellement des airs traditionnels américains, des gospels, des standards folk ou country, et quelques tubes du rock 'n' roll d'Elvis, Jerry Lee Lewis, Chuck Berry ou Little Richard.
En 2009, cet évènement a inspiré The Million Dollar Quartet, une comédie musicale montée par Eric Schaeffer sur la scène de l'Apollo Theater de Chicago, qui sera jouée sur les planches de Broadway en 2010.
Certains médias[Lesquels ?] dirent que Johnny Cash avait quitté le studio au moment où Sam Phillips commença l'enregistrement ; pourtant Johnny Cash affirma dans son autobiographie de 1997 que l'on pouvait bien distinguer sa voix dans les chœurs, celui-ci chantant plus aigu que d'habitude[réf. souhaitée].
À noter que la bande de cette session n'était pas dans les archives de Sun Records.

## Musiciens
- Elvis Presley chante et joue alternativement de la guitare ou du piano,
- Jerry Lee Lewis chante et joue alternativement de la guitare ou du piano,
- Carl Perkins : chant et guitare
- Johnny Cash : chœur
- Jay Perkins : guitare
- Clayton Perkins : basse
- W.S. Holland : batterie

## Liste des chansons
1. Instrumental - 1:44
2. Love Me Tender - Instrumental (Presley/Matson) - 1:02
3. Jingle Bells - Instrumental (Traditional) – 1:57
4. White Christmas - Instrumental" (Berlin) - 2:05
5. Reconsider Baby (en) (Fulsom) - 2:45
6. Don't Be Cruel (Presley/Blackwell) - 2:20
7. Don't Be Cruel (Presley/Blackwell) - 2:20
8. Paralyzed (en) (Presley/Blackwell) - 3:00
9. Don't Be Cruel (Presley/Blackwell) - 0:36
10. There's No Place Like Home (Payne/Bishop) - 3:36
11. When The Saints Go Marchin´ In (Traditionnel) - 2:18
12. Softly And Tenderly (Will Lamartine Thompson (en)) - 2:42
13. When God Dips His Love In My Heart (Traditionnel) - 0:23
14. Just A Little Talk With Jesus (Derricks) - 4:09
15. Jesus Walked That Lonesome Valley (Traditionnel) - 3:28
16. I Shall Not Be Moved (en) (Traditionnel) - 3:49
17. Peace In The Valley (Thomas A. Dorsey) - 1:33
18. Down By The Riverside (en) (Traditionnel) - 2:26
19. I´m With A Crowd But So Alone (Tubb/Story) - 1:16
20. Farther Along (Traditionnel) - 2:08
21. Blessed Jesus (Hold My Hand) (Traditionnel) - 1:26
22. On The Jericho Road (Traditionnel) - 0:52
23. I Just Can't Make It By Myself (Brewster) - 1:04
24. Little Cabin Home On The Hill (Bill Monroe/Lester Flatt) - 0:46
25. Summertime Is Past And Gone (Monroe) - 0:14
26. I Hear A Sweet Voice Calling (Monroe) - 0:36
27. Sweetheart You Done Me Wrong (Monroe) - 0:28
28. Keeper Of The Key (Carl Lead) (Stewart/Howard/Devine/Guynes) - 2:08
29. Crazy Arms (Ralph Mooney (en)/Seals) - 0:17
30. Don't Forbid Me (en) (Charles Singleton (en)) - 1:19
31. Too Much Monkey Business (Chuck Berry) - 0:05
32. Brown Eyed Handsome Man (Berry) - 1:14
33. Out Of Sight, Out Of Mind (Hunter/Otis) - 0:37
34. Brown Eyed Handsome Man (Berry) - 1:53
35. Don't Forbid Me (Singleton) - 0:50
36. You Belong To My Heart (en) (Gilbert/Lara) - 1:10
37. Is It So Strange (Young) - 1:21
38. That's When Your Heartaches Begin (Hill/Fisher/Raskin) - 4:58
39. Brown Eyed Handsome Man (Berry) - 0:17
40. Rip It Up (Blackwell/Marascalco) - 0:23
41. I´m Gonna Bid My Blues Goodbye (Snow) - 0:55
42. Crazy Arms (Mooney/Seals) - 3:36
43. That's My Desire (en) (Loveday/Kresa) - 2:02
44. End of the Road (Jerry Lee Lewis) - 1:44
45. Black Bottom Stomp (en) (Jelly Roll Morton) - 1:11
46. You’re The Only Star In My Blue Heaven (Autry) - 1:12
47. Elvis Says Goodbye - 0:40

## Voir et écouter
Softly And Tenderly (Traditional) - 2:42 :

### Discographie
- The Complete Million Dollar Quartet, 50th Anniversary Special Edition (enregistrement original remasterisé), Charly Records, 2006, 2CD